# Blood Rapture
Blood Rapture è il quarto album in studio del gruppo musicale death metal svedese Vomitory. È stato pubblicato nel 2002 dalla Metal Blade Records.

## Tracce
1. Chaos Fury – 3:09
2. Hollow Retribution – 2:13
3. Blessed and Forsaken – 3:44
4. Madness Prevails – 3:51
5. Redeemed in Flames – 4:23
6. Nailed, Quartered, Consumed – 2:21
7. Eternity Appears – 4:12
8. Rotting Hill – 3:35
9. Blood Rapture – 5:10

Durata totale: 32:38

## Formazione
- Erik Rundqvist - basso, voce
- Tobias Gustafsson - batteria
- Ulf Dalegren - chitarra
- Urban Gustafsson - chitarra